# 克拉夫特·舍普克
克拉夫特·舍普克（德語：Kraft Schepke，1934年3月3日—2023年11月12日），德国男子赛艇运动员。他曾代表德国联队参加1960年夏季奥林匹克运动会赛艇比赛，获得男子八人单桨有舵手金牌。

## 家庭
弟弟弗兰克·舍普克。